# Ikkalki, Aland
Ikkalki là một làng thuộc tehsil Aland, huyện Gulbarga, bang Karnataka, Ấn Độ.